# Estudiantes de Caracas Sport Club
O Estudiantes de Caracas Sport Club, mais conhecido como Estudiantes de Caracas,  é um clube de futebol venezuelano, sediado na cidade de Caracas. Atualmente, disputa a Primera División de Venezuela. Disputou um torneio internacional em 2017 pela primeira vez na história, a Copa Sul-Americana de 2017, apesar do rebaixamento na liga nacional.

## Títulos
Campeonato Venezuelano de Futebol da Segunda Divisão: 1 (2017).[carece de fontes?]